# Parti progressiste des travailleurs
 (février 2019).
Si vous disposez d'ouvrages ou d'articles de référence ou si vous connaissez des sites web de qualité traitant du thème abordé ici, merci de compléter l'article en donnant les références utiles à sa vérifiabilité et en les liant à la section « Notes et références ».
Le Parti progressiste des travailleurs (AKEL) (en grec moderne : Ανορθωτικό Κόμμα Εργαζόμενου Λαού / Anorthotikó Kómma Ergazómenou Laoú, abrégé en AKEΛ, et en turc : Emekçi Halkın İlerici Partisi) est un parti politique chypriote, d'orientation communiste et marxiste-léniniste.
Il est l'un des deux premiers partis politiques chypriotes depuis 1960. Aux élections législatives de 2016, il a obtenu 16 sièges sur 56 (trois de moins qu'en 2011). Il dispose également depuis 2004 de deux députés européens qui font partie du groupe Gauche unitaire européenne/Gauche verte nordique. Au premier tour de l'élection présidentielle du 17 février 2008, son leader de l'époque, Dimítris Khristófias, a obtenu plus de 33 % des voix , et a été élu à 53 % des suffrages au second tour face à son adversaire conservateur Ioánnis Kasoulídis. Depuis 2013, le Parti progressiste des travailleurs est à nouveau dans l'opposition.
Ándros Kyprianoú est secrétaire général du parti depuis janvier 2009, remplaçant le président Dimitris Christofias à ce poste.

## Positionnement politique
Le Parti progressiste des travailleurs milite pour l'indépendance de Chypre vis-à-vis de la Grèce et de la Turquie. Il souhaite la réunification de l'île avec une solution fédérale, ainsi que la démilitarisation et le non-alignement du pays. Il était pour l'entrée de Chypre dans l'Union européenne sous conditions.

## Histoire
Créé en 1926, sous le nom de Parti communiste de Chypre (KKK), il était au départ opposé à l'Énosis (union avec la Grèce) et prônait l'indépendance du pays. Il devint illégal en 1931, par décision du gouvernement colonial britannique à la suite d'émeutes nationalistes. En 1941, les dirigeants de ce Parti interdit fondèrent AKEL avec d'autres hommes politiques de gauche. Aux premières élections municipales en 1943, les candidats d'AKEL remportèrent les mairies de Limassol (Ploutis Servas) et Famagouste (Adam Adamantos).
Contrairement à son prédécesseur, AKEL n'était pas opposé à l'Énosis. Il réclamait un processus d'indépendance graduel, qui commencerait par une constitution et un gouvernement autonome (en conservant le statut de colonie), et ayant pour but l'auto-détermination et l'Énosis.
À partir de 1955, AKEL s'opposa aux pratiques violentes employées par le mouvement de résistance anti-britannique EOKA. L'EOKA accusa AKEL de collaboration avec les britanniques, bien qu'AKEL ait aussi été déclarée illégale en 1955. L'EOKA fut à l'origine de plusieurs assassinats de membres. AKEL accusa l'EOKA d'être anti-communiste, notamment sur la base de la participation de Georges Grivas à la guerre civile grecque du côté opposé aux communistes. Durant ces mêmes années, l'Organisation de résistance turque, (TMT), organisation nationaliste issue de la partie turque de Chypre, commence à viser les membres turcs de l'AKEL, qui sont forcés de quitter l'île, à l'instar de Ahmet Sadi, ou sont assassinés, comme Fazil Onder. Le dernier membre turc chypriote du Comité central d'AKEL, Derviş Ali Kavazoğlu est tué en 1965 par le TMT.
À la première élection présidentielle à la suite de l'indépendance de Chypre, AKEL soutient le candidat Ioannis Kliridis contre Makários III. En 2001, AKEL remporte la victoire aux élections législatives et son secrétaire général, Dimítris Khristófias, est élu président du Parlement, pour la première fois dans l'histoire de Chypre. Il était également soutenu par le Mouvement pour la démocratie sociale (EDEK) et par le Parti démocrate (DIKO).
La coalition de ces trois partis présenta un candidat unique à l’élection présidentielle de 2003, le président du DIKO Tássos Papadópoulos, qui remporte les élections. L'AKEL entre alors au gouvernement chypriote avec quatre portefeuilles ministériels.
Lors des élections législatives du 21 mai 2006, le parti maintient sa place de premier parti de Chypre acquis en 2001 avec 31,1 % des suffrages et 18 des 56 sièges malgré la perte de 3,6 % des suffrages et de deux sièges.
En présentant Dimitris Christofias à l'élection présidentielle des 17 et 24 février 2008, AKEL amène, une première dans l'Union européenne, un communiste à la présidence.
Celui-ci est remplacé en janvier 2009 par Ándros Kyprianoú au poste de secrétaire général d'AKEL. Dimitris Christofias ne se représente pas à un second mandat ; l'élection présidentielle de 2013 est remportée par le candidat conservateur, face au candidat soutenu par les communistes.
Niyazi Kızılyürek est élu député européen en 2019 pour l'AKEL, ce qui fait de lui le premier Chypriote-turc à entrer au Parlement européen et brise ainsi ce qui était considéré comme un tabou sur l'ile. L'AKEL milite pour la création d'un État fédéral dans lequel cohabiteraient les Chypriotes-grecs et les Chypriotes-turcs.
| Période     | Nom                  |
| ----------- | -------------------- |
| 1936-1945   | Ploutis Servas       |
| 1945-1949   | Fifis Ioannou        |
| 1949-1989   | Ezekías Papaioánnou  |
| 1989-2009   | Dimítris Khristófias |
| 2009-2021   | Ándros Kyprianoú     |
| Depuis 2021 | Stefanos Stefanou    |

## Résultats électoraux

### Chambre des représentants
| Année | Votes             | Votes             | Votes             | Sièges  |
| Année | Voix              | %                 | Rang              | Sièges  |
| ----- | ----------------- | ----------------- | ----------------- | ------- |
| 1960  | 51 719            | 35,0              | 2e                | 5 / 50  |
| 1970  | 68 229            | 34,1              | 1er               | 9 / 35  |
| 1976  | avec DIKO et EDEK | avec DIKO et EDEK | avec DIKO et EDEK | 9 / 35  |
| 1981  | 95 364            | 32,8              | 1er               | 12 / 35 |
| 1985  | 87 628            | 27,4              | 3e                | 15 / 56 |
| 1991  | 104 771           | 30,6              | 2e                | 18 / 56 |
| 1996  | 121 958           | 33,0              | 2e                | 19 / 56 |
| 2001  | 142 648           | 34,7              | 1er               | 20 / 56 |
| 2006  | 131 237           | 31,1              | 1er               | 18 / 56 |
| 2011  | 132 171           | 32,7              | 2e                | 19 / 56 |
| 2016  | 90 204            | 25,7              | 2e                | 16 / 56 |
| 2021  | 79 913            | 22,3              | 2e                | 15 / 56 |

### Élections présidentielles
| Année | Candidat                       | 1er tour                       | 1er tour                       | 1er tour                       | 2d tour                        | 2d tour                        | 2d tour                        |
| Année | Candidat                       | Voix                           | %                              | Rang                           | Voix                           | %                              | Rang                           |
| ----- | ------------------------------ | ------------------------------ | ------------------------------ | ------------------------------ | ------------------------------ | ------------------------------ | ------------------------------ |
| 1959  | soutien à John Clerides        | soutien à John Clerides        | soutien à John Clerides        | soutien à John Clerides        | soutien à John Clerides        | soutien à John Clerides        | soutien à John Clerides        |
| 1968  | pas de candidat                | pas de candidat                | pas de candidat                | pas de candidat                | pas de candidat                | pas de candidat                | pas de candidat                |
| 1973  | pas de candidat                | pas de candidat                | pas de candidat                | pas de candidat                | pas de candidat                | pas de candidat                | pas de candidat                |
| 1978  | pas de candidat                | pas de candidat                | pas de candidat                | pas de candidat                | pas de candidat                | pas de candidat                | pas de candidat                |
| 1983  | soutien à Spýros Kyprianoú     | soutien à Spýros Kyprianoú     | soutien à Spýros Kyprianoú     | soutien à Spýros Kyprianoú     | soutien à Spýros Kyprianoú     | soutien à Spýros Kyprianoú     | soutien à Spýros Kyprianoú     |
| 1988  | soutien à Giórgos Vasileíou    | soutien à Giórgos Vasileíou    | soutien à Giórgos Vasileíou    | soutien à Giórgos Vasileíou    | soutien à Giórgos Vasileíou    | soutien à Giórgos Vasileíou    | soutien à Giórgos Vasileíou    |
| 1993  | Giórgos Vasileíou              | 157 027                        | 44,2                           | 2e                             | 176 769                        | 49,7                           | 2e                             |
| 1998  | soutien à Georgios Iakovou     | soutien à Georgios Iakovou     | soutien à Georgios Iakovou     | soutien à Georgios Iakovou     | soutien à Georgios Iakovou     | soutien à Georgios Iakovou     | soutien à Georgios Iakovou     |
| 2003  | soutien à Tássos Papadópoulos  | soutien à Tássos Papadópoulos  | soutien à Tássos Papadópoulos  | soutien à Tássos Papadópoulos  | soutien à Tássos Papadópoulos  | soutien à Tássos Papadópoulos  | soutien à Tássos Papadópoulos  |
| 2008  | Dimítris Khristófias           | 150 016                        | 33,29                          | 1er                            | 240 604                        | 53,37                          | 1er                            |
| 2013  | Stávros Malás                  | 118 755                        | 26,91                          | 2e                             | 175 267                        | 42,52                          | 2e                             |
| 2018  | Stávros Malás                  | 116 920                        | 30,24                          | 2e                             | 169 243                        | 44,01                          | 2e                             |
| 2023  | soutien à Andréas Mavroyiánnis | soutien à Andréas Mavroyiánnis | soutien à Andréas Mavroyiánnis | soutien à Andréas Mavroyiánnis | soutien à Andréas Mavroyiánnis | soutien à Andréas Mavroyiánnis | soutien à Andréas Mavroyiánnis |

### Parlement européen
| Année | Votes   | Votes | Votes | Sièges | Groupe  |
| Année | Voix    | %     | Rang  | Sièges | Groupe  |
| ----- | ------- | ----- | ----- | ------ | ------- |
| 2004  | 93 212  | 27,9  | 2e    | 2 / 6  | GUE/NGL |
| 2009  | 106 922 | 34,9  | 2e    | 2 / 6  | GUE/NGL |
| 2014  | 69 852  | 27,0  | 2e    | 2 / 6  | GUE/NGL |
| 2019  | 77 241  | 27,5  | 2e    | 2 / 6  | GUE/NGL |
| 2024  | 79 163  | 21,49 | 2e    | 1 / 6  | GUE/NGL |